# Shine (utwór muzyczny sióstr Tołmaczowych)
Shine – utwór rosyjskiego duetu Anastasiji i Mariji Tołmaczowych, wydany w marcu 2014. Piosenkę napisali Filipp Kirkorow, Dimitris Kontopulos, John Ballard, Ralph Charlie i Gerard James Borg.
W 2014 utwór reprezentował Rosję podczas 59. Konkursu Piosenki Eurowizji, zajął 7. miejsce w finale.
Duet nagrał utwór także w rosyjskiej wersji językowej i wydał jako „Połowina”.